# 노스런던컬리지에잇스쿨 제주
노스런던컬리지에잇스쿨 제주(North London Collegiate School, Jeju)는 제주특별자치도 서귀포시 대정읍에 있는 제주영어교육도시에 위치한 국제학교이다. 유치원, 초등학교, 중학교, 고등학교 과정이 편성되어 있다.

## 연혁
- 2011년 9월 1일: 개교

## 같이 보기
- 해울
- North London Collegiate School (en: North London Collegiate School) (영국에 위치한 본교)